# Veuil
Veuil là một xã ở tỉnh Indre ở miền trung nước Pháp. Xã này có diện tích 18,84 km², dân số năm 1999 là 364 người. Khu vực này có độ cao trung bình 130 mét trên mực nước biển.